# Kalev
Kalev je bájná postava estonských lidových vyprávění a písní. Podle pověstí byl prvním vládcem Estonska a tallinnský vrch Toompea je jeho mohylou. Jeho ženou byla Linda, jeho nejmladším synem Kalevipoeg.